# Vilja Savisaar-Toomast
Vilja Toomast (født 15. august 1962) er siden 2009 estisk medlem af Europa-Parlamentet, valgt for Eesti Keskerakond (indgår i parlamentsgruppen ALDE).